# フィリピンにおける不朽の自由作戦
フィリピンにおける不朽の自由作戦（フィリピンにおけるふきゅうのじゆうさくせん、英: Operation Enduring Freedom - Phillippines、OEF-P）は、対テロ戦争の一環として行なわれていた、フィリピンミンダナオ島と周辺海域での不朽の自由作戦のこと。アメリカ軍はミンダナオ島におけるイスラム勢力と対決するフィリピン軍を訓練や助言などの方法で援助している。

## 概要
2001年9月11日のアメリカ同時多発テロ事件以降、欧米を筆頭とする民主主義諸国とイスラム諸国内に蔓延しつつあるイスラム原理主義を標榜する非国家武装勢力との対決が決定的となり、アメリカ合衆国はアルカーイダの潜伏先とされるアフガニスタンに進攻した。
太平洋特殊作戦軍（SOCPAC）は、OEF-P（フィリピン共和国政府へのテロ対策活動支援）の中核を構成している。アメリカ陸軍特殊部隊群によりフィリピン軍と民間当局は助言と訓練を受け、テロ対策活動を調整し継続できるように能力の向上を果たした。アメリカ顧問団とフィリピン軍は市民に対する人道的援助の一環で、従来の保安対策では対処できない新たな脅威に関する協議と計画を実行する新しい保安委員会の下で共同作業を実施した。彼らの共同による努力の結果、南部フィリピンでの生活状況は改善されテロリストに対する支持は著しく減退した。
初期配備は2002年1月に開始、ドナルド・C・ウースター准将を長としSOCPACの1,200人以上の要員が参加した。太平洋特殊作戦軍の統合任務部隊本部（第510統合任務部隊：JTF 510）は、各事業を管理実行した。
アメリカ軍の任務は、フィリピン軍の掃討作戦（バリカタン演習02-1）でアブ・サヤフの拠点があるバシラン島での戦闘行動に助言することとなっていた。バリカタン演習02-2の任務はこれとは違っている。
2005年、政府軍とアブ・サヤフとの戦闘が続く中、新人民軍（NPA）とその他のゲリラは連合しフィリピン南部を攻撃した。2006年の終わり頃、アブ・サヤフは2,000人程度、新人民軍は7,000人の兵士がいると見積もられている。
2008年8月に2003年以来かろうじて保たれていた停戦協定は、イスラム反乱軍による南部の村落の襲撃により破綻した。民間人44人が刃物で切りつけられ殺害された。この事態に対し政府軍は反乱軍に対して報復を開始し、約15の反乱軍キャンプの占領し15人を殺害する。フィリピン軍は戦死17人、親政府系民兵からは5人が戦死した。また民兵は8月11日の戦いで少なくとも141人のイスラム反乱軍を殺害した。そして8月25日には64人のフィリピン軍兵士が負傷し、少なくとも民間人60人が戦闘で死亡した。

## 各勢力

### フィリピン軍
フィリピン軍は、アブ・サヤフとジェマ・イスラミアに対処するために、ミンダナオ島に増強配備される。

### アメリカ軍
アメリカ合衆国は、フィリピン政府に対しアブ・サヤフとジェマ・イスラミアと対抗させるため軍事顧問団の派遣、各種装備と財政援助をする。

### アブ・サヤフ
アブ・サヤフ・グループ（ASG）は、アメリカ合衆国連邦政府により「海外テロ組織」認定された。具体的には、分離主義者のグループがフィリピン共和国、主にホロ島、バシラン島とミンダナオ島の南部の内外において組織基盤を構築したイスラム教徒集団のことである。
1990年代初期の頃から、アブ・サヤフは爆破テロを実行した。独立イスラム国家建設のため西部ミンダナオとスールー諸島において暗殺、誘拐、脅迫などが手段として用いられた。

### ジェマ・イスラミア
ジェマ・イスラミアはインドネシア、シンガポール、ブルネイ、マレーシア、タイ南部、フィリピンと東南アジア各地においてイスラム原理主義国家樹立を目的とした好戦的なイスラムテロ集団である。
ジェマ・イスラミアは何百人もの一般人を殺害したと考えられ、2002年10月12日にバリ島のナイトクラブにおいて自動車自爆テロにより202人（大部分はオーストラリアの観光客）を殺害した事件が有名である。アメリカ合衆国国務省は、ジェマ・イスラミアを海外テロ組織に指定した。ジェマ・イスラミアは他にも、サンボアンガ爆破事件、リサール記念日爆破事件、2004年のジャカルタ大使館爆破事件と2005年のバリ島での爆破事件に関与した疑いがある。